# Beša (powiat Levice)
Beša – wieś (obec) na Słowacji położona w kraju nitrzańskim, w powiecie Levice. Pierwsze wzmianki o miejscowości pochodzą z roku 1292. 
Według danych z dnia 31 grudnia 2012, wieś zamieszkiwało 651 osób, w tym 330 kobiet i 321 mężczyzn.
W 2001 roku rozkład populacji względem narodowości i przynależności etnicznej wyglądał następująco:
- Słowacy – 53,21%
- Czesi – 0,6%
- Romowie – 5,53%
- Ukraińcy – 0,3%
- Węgrzy – 40,21%

Ze względu na wyznawaną religię struktura mieszkańców kształtowała się w 2001 roku następująco:
- Katolicy rzymscy – 53,36%
- Grekokatolicy – 0,9%
- Ewangelicy – 5,38%
- Prawosławni – 0,15%
- Ateiści – 14,95%
- Nie podano – 0,6%